# Scenograf

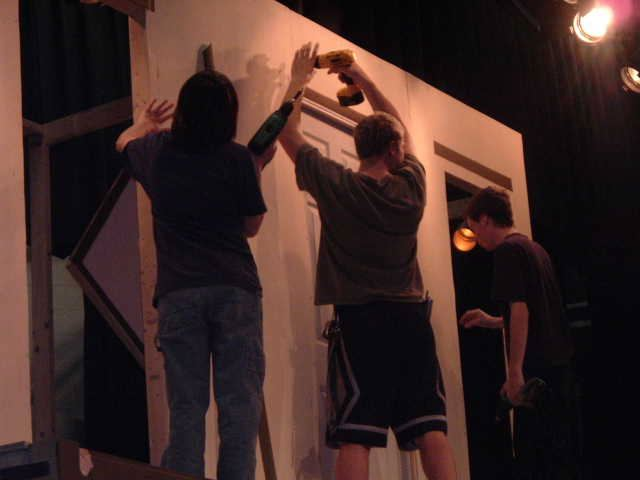
Budowa scenografii

Scenograf – autor oprawy plastycznej i architektonicznej do teatru, filmu, telewizji lub na estradę, który ściśle współpracuje z reżyserem. Do zadań scenografa należy także określenie innych elementów stanowiących scenografię, na przykład oświetlenia, dekoracji, rekwizytów, kostiumów.

## Historia
Za pierwszego scenografa uchodzi Agatarchos z Samos (V w. p.n.e.), malarz określany mianem skenografos, który tworzył dekoracje do sztuk teatralnych Ajschylosa. W Polsce pionierem scenografii na przełomie XVIII i XIX wieku był Antoni Smuglewicz, który jako pierwszy tworzył dekoracje i kostiumy do przedstawień w ścisłym porozumieniu z reżyserem Wojciechem Bogusławskim. Bogusławski wyłożył zasady współpracy scenografa z reżyserem w 1807 roku, podkreślając konieczność przygotowywania oprawy plastycznej do konkretnego dzieła na podstawie realiów historycznych, sytuacji scenicznych i nastroju.
Do zasady opracowanej przez Bogusławskiego na gruncie teatru polskiego wrócili reformatorzy z początku XX wieku: Stanisław Wyspiański, Leon Schiller, Zbigniew i Andrzej Pronaszkowie, Władysław Daszewski. Powszechną praktyką przy przygotowywaniu przedstawienia stała się całkowita współzależność działań reżysera, scenografa i aktora; dekoracje, kostiumy oraz rekwizyty miały zostać zaprojektowane w myśl charakteru inscenizacji, której styl był motywowany dogłębną analizą dzieła scenicznego.
Zawód scenografa przewiduje podobną współpracę między reżyserem a scenografem w sztuce filmowej. W dwudziestoleciu międzywojennym szczególną renomę w Polsce zdobyli Jacek Rotmil i Stefan Norris, odpowiedzialni za dekoracje do około 200 filmów realizowanych w Polsce i Niemczech. Po II wojnie światowej cenieni byli tacy scenografowie, jak Roman Mann (twórca scenografii do wielu dzieł polskiej szkoły filmowej), Tadeusz Wybult (współpracownik między innymi Andrzeja Wajdy przy Weselu), Jerzy Skarżyński (autor kunsztownie wykonanych scenografii do filmów Wojciecha Jerzego Hasa), Tadeusz Kosarewicz (scenograf Ziemi obiecanej Wajdy), Andrzej Przedworski (realizator scenografii do filmów przełomu transformacji ustrojowej), Allan Starski (współpracownik między innymi Romana Polańskiego i Stevena Spielberga), Andrzej Haliński (scenograf wielu polskich filmów historycznych), Magdalena Dipont (współpracowniczka na przykład Krzysztofa Kieślowskiego).